# Lamberton (Minnesota)
Lamberton es una ciudad ubicada en el condado de Redwood en el estado estadounidense de Minnesota. En el Censo de 2010 tenía una población de 824 habitantes y una densidad poblacional de 410,51 personas por km².

## Geografía
Lamberton se encuentra ubicada en las coordenadas 44°13′50″N 95°16′3″O / 44.23056, -95.26750. Según la Oficina del Censo de los Estados Unidos, Lamberton tiene una superficie total de 2.01 km², de la cual 2.01 km² corresponden a tierra firme y (0%) 0 km² es agua.

## Demografía
Según el censo de 2010, había 824 personas residiendo en Lamberton. La densidad de población era de 410,51 hab./km². De los 824 habitantes, Lamberton estaba compuesto por el 96.72% blancos, el 0% eran afroamericanos, el 0.24% eran amerindios, el 1.58% eran asiáticos, el 0% eran isleños del Pacífico, el 0.49% eran de otras razas y el 0.97% pertenecían a dos o más razas. Del total de la población el 1.94% eran hispanos o latinos de cualquier raza.